# Carcassonne (juego)
Carcassonne es un juego de mesa de estilo alemán, diseñado por Klaus-Jürgen Wrede y publicado en el año 2000 por Hans im Glück en alemán y por Devir en castellano y catalán.
Ambientado en la ciudad medieval amurallada francesa de Carcasona, el juego consiste en crear un mapa de juego donde los jugadores compiten por hacer el máximo número de puntos con las mejores posesiones (ciudades, praderas, caminos y monasterios) del mapa. La estrategia individual es básica para ganar cada partida.
La novedad del juego reside en que el tablero es nuevo en cada partida, ya que los jugadores de forma aleatoria van sacando las fichas del terreno. Las fichas se componen de campos, ciudades, caminos y monasterios y deben colocarse de forma coherente. Sobre éstas se colocan las piezas de los personajes (meeples), que según donde se coloquen se convierten en granjeros, caballeros, monjes o ladrones. Las piezas de personajes permanecen estáticas en el tablero hasta que la construcción en la que están se acabe y/o finalice el juego y se repartan los puntos correspondientes. Los jugadores puntúan de dos formas:
1. Durante el juego se puntúa solamente por construcción acabada. Los puntos se los lleva el jugador con más piezas de personaje presentes en la construcción en cuestión (en caso de empate todos los jugadores reciben los mismos puntos): un punto por ficha de camino completado, dos puntos por ficha y escudo de ciudad acabada y nueve puntos por monasterio totalmente rodeado. En estos casos, los jugadores devuelven sus piezas de personaje a su fondo para utilizarlas en otras construcciones.
2. Al final del juego se puntúan las granjas y las construcciones inacabadas con presencia de jugadores. Los puntos se los lleva igualmente el jugador con más piezas de personaje presentes en la construcción en cuestión (en caso de empate todos los jugadores reciben los mismos puntos): un punto por ficha de camino, un punto por ficha y escudo de ciudad, un punto por monasterio y ficha que lo rodee, y tres puntos por cada ciudad abastecida por granja.

Las reglas del juego son sencillas. La edad mínima aconsejada es de 10 años y las partidas con el juego básico sin expansiones no suelen durar más de 15 o 20 minutos.
El juego cuenta con una secuela, Carcassonne Cazadores y Recolectores, así como múltiples expansiones compatibles entre sí, que permiten aumentar el número de jugadores y las posibilidades del juego.
Existe una versión de Carcassonne para Xbox360 que incluye la ampliación "El Río" y la posibilidad de jugar en línea.
Existe también una plataforma online, la Board Game Arena, que cuenta como uno de sus juegos más populares con Carcassonne. Esta plataforma es la que reúne actualmente a un mayor número de jugadores internacionales, incluyendo a los considerados como mejores jugadores del mundo por haber representado a sus países en competición internacional y/o tener puntuaciones de ELO elevadas. Es, además, la plataforma en la que se juegan tanto diferentes competiciones online nacionales de diferentes países, como competiciones internacionales por equipos como el Europeo y el Mundial de Carcassonne, jugados a nivel de selecciones.
En el año 2025 Carcassonne accedió al salón de la fama de BoardGameGeek como uno de sus veinticinco primeros juegos seleccionados 

## Desarrollo del juego
El objetivo del juego es dominar el mayor número de construcciones posible y las más valiosas granjas del terreno. Todo ello se valora a través de un sistema de puntuación doble: se otorgan puntos a lo largo del juego para las construcciones finalizadas, y al final del juego para las que no se han terminado y tienen meeples en ellas.
El juego se desarrolla a través de tres turnos o fases:
1. Colocar fichas.
2. Colocar seguidores.
3. Puntuar.

## Expansiones
- El Río (2001): con varias fichas de río las cuales son desplegadas al inicio de cada partida.
- Posadas y Catedrales (2002): fichas adicionales entre las que destacan las posadas (que duplican el valor de los caminos finalizados) y las catedrales (que hacen multiplicar por tres el valor de las ciudades en número de fichas y escudos). En cambio, estas mismas fichas reducen a cero el valor de las construcciones inacabadas al final del juego.
- Constructores y Comerciantes (2003): piezas adicionales de constructor (que permite sacar una nueva ficha si la anterior fue colocada en la construcción en la que se encuentra el constructor) y de cerdo (que aumenta a cuatro el valor de las ciudades abastecidas por granja) y la novedad de tres productos que aparecen como iconos en las ciudades y que se otorgan al jugador que finalizó la construcción para ganar más puntos al final de la partida (10 puntos por ser el jugador con mayor número de productos de cada tipo).
- Los Cátaros (Die Katharer) (2004): Publicado originalmente en la revista juego de mesa alemán Spielbox, y reeditado en su Carcassonne almanaque con una traducción al inglés. Fichas de ciudad con cátaro que reducen a la mitad el valor otorgados a las ciudades por ficha y escudo. Los jugadores con piezas de personaje en ciudad con cátaro pueden escapar (devolviendo su pieza al fondo del jugador) antes de acabar la ciudad si esta limita con algún monasterio.
- El Conde (2004): fichas con zona amurallada que se colocan al inicio del juego y que permiten a los jugadores situarse en las construcciones acabadas para compartir o incluso ganar la puntuación de las mismas. Para ello debe pasarse previamente por la zona amurallada, lo cual es posible si un jugador acaba una construcción sin darse puntos a sí mismo.
- La Princesa y el Dragón (2005): con una pieza adicional de hada (que defiende al jugador del ataque del dragón) y una de dragón (el cual puede moverse por el tablero atacando a las piezas de personaje de los jugadores en función de las nuevas fichas de esta expansión, lo que implica su devolución al fondo del jugador). Las nuevas fichas son: volcán (punto de salida del dragón), puerta mágica (permite colocar una pieza de personaje en cualquier construcción no acabada que no tenga dueño), princesa (permite quitar a un oponente de una ciudad) y dragón (para activar el movimiento de seis fichas del dragón).
- El Río II (2005)
- La Torre (2006): con nuevas piezas de torre que permiten capturar como prisioneros a piezas de personaje de otros jugadores en función de la altura de las torres y nuevas fichas con torre que posibilitan el crecimiento de las mismas.
- La mini expansión (2006): con el número 11 de la revista Games Quaerterly Magazine, viene de regalo una mini expansión oficial. En esta, se añaden algunas piezas nuevas y versiones de algunas de las piezas que se habían publicado en anteriores ampliaciones pero sin las marcas especiales de las ampliaciones.
- La Catapulta (2008): Cada vez que se roba una pieza de territorio con una feria, la catapulta entra en juego. Los jugadores se enfrentan al desafío de elegir la ficha tácticamente correcta, optar por el objetivo apropiado, calcular correctamente la dirección y la fuerza de la catapulta, comprobar el viento y hacer el lanzamiento. ¿Tendrá éxito el lanzamiento? Si así es, cada una de las fichas de catapulta tiene un efecto diferente, que puede alterar el desarrollo de la partida de manera muy importante. En conclusión, esta expansión añade un componente de destreza a este gran juego.
- El Culto (Die Kultstätte) (2008): Publicado originalmente en Conde, King & Cult , luego reeditado como una expansión independiente en Spielbox: Hans im Glück Almanach 2008 . Más tarde disponible por Rio Grande Games en Cult, Asedio y Creatividad. Seis losetas que representan santuarios heréticas que se pueden utilizar en las rivalidades con claustros y abadías.
- El Túnel (Der Túnel) (2009): Publicado originalmente en la revista juego de mesa alemán Spielbox. Doce fichas para crear túneles subterráneo. Los túneles también pueden construirse con La princesa y el dragón entradas de los túneles.
- La Abadía y el Alcalde (2009): esta expansión ofrece nuevas piezas de tablero, y amplía la estrategia salvaje del juego. Incluye 12 nuevas fichas de tablero, 6 fichas de abadías, 6 figuras de alcaldes (afecta a la estrategia en ciudades), 6 de cobertizos (afecta a la estrategia en granjas), y 6 carros (afecta a la estrategia en caminos).
- La Peste (Die Pest) (2010): Publicado originalmente en la revista juego de mesa alemán Spielbox. Seis fichas que representan zonas de peste permitiendo a los jugadores para eliminar los seguidores de las fichas, Seis pequeñas fichas numeradas de 1 a 6 y 18 fichas de pulgas.
- Puentes, Castillos y Bazares (2010): incluye 12 puentes que unen caminos por sobre otras piezas, 12 castillos que ganan puntos adicionales en las ciudades de dos piezas, y 8 bazares que permiten subastar piezas.
- La Fiesta (2011): incluida en la edición 10.º aniversario, incluye 10 fichas similares a las básicas en las que se introduce la regla opcional de recuperar una pieza de personaje cuando una de estas fichas aparece.
- El Fantasma (2011): El Fantasma es una ampliación de Carcassonne que sorprenderá a sus aficionados. incluye seis figuras en metacrilato además de las reglas en una pequeña caja transparente. Las cinco figuras transparentes, "fantasma", una por cada color, se pueden colocar en el mismo turno en el que coloques un seguidor "normal". Así podrás hacer una jugada doble que te puede dar la partida si sabes aprovecharte de ello.
- Carcassonne - Mini Expansiones (2012):Carcassonne Mini Expansiones (o Minis para abreviar) no es una ampliación sino que son seis ampliaciones que permiten que amplies y personalices aún más tus partidas del juego medieval por excelencia. Se trata de las siguientes ampliaciones: Las máquinas voladoras, Los despachos, los transbordadores, Las minas de oro, El mago y la bruja y Los ladrones. Cada una de estas expansiones contiene ocho piezas de terreno, los elementos necesarios para jugar a cada una de ellas (piezas de madera, dados, etc.) y un reglamentos para cada expansión. Además, cada cajita incluye una pieza extra de terreno. Si se reúnen las seis piezas extras, forman una séptima expansión: Los círculos en los cultivos.
- Las máquinas voladoras: Como pensadores incansables que son, los jugadores quieren cumplir el sueño de volar. Para ello desarrollan y prueban unas nuevas alas. Pero la longitud y el aterrizaje son difíciles de controlar. Componentes: 8 piezas de territorio y 1 dado.
- Los despachos: El rey recompensa a los que más hacen por ampliar su territorio. Manda despachos con permisos para conseguir riquezas y otros beneficios. Componentes: 8 fichas de despacho y 6 seguidoras.
- Los transbordadores: Algunos caminos en los alrededores de Carcassonne desembocan en pequeños lagos. En estos lugares se usan transbordadores para conectar los caminos entre sí de variadas formas. Esto supone un nuevo reto para los ladrones. Componentes: 8 piezas de territorio y 8 transbordadores.
- Las minas de oro: ¡¡¡Se ha encontrado oro!!! Hay una gran agitación y muchos llegan para asegurarse de su parte del metal precioso. Las ganancias, sin embargo, no se determinarán hasta el final. Componentes: 8 piezas de territorio y 16 lingotes de oro.
- El mago y la bruja: Algunos expertos en magia están de paso en la región de Carcassonne. El poder del mago hace florecer los caminos y ciudades pero, sin embargo, los habitantes recelan la habilidades de la bruja. Componentes: 8 piezas de territorio y 2 figuras.
- Los ladrones: Han aparecido bandas de ladrones que deambulan exigiendo un pago. Cada vez que algún seguidor consigue puntos, estos "nobles muchachos" extienden su mano Componentes: 8 piezas de territorio y 6 ladrones.
- Los círculos en los cultivos: En los campos que rodean Carcassonne aparecen misteriosos dibujos que tienen una extraña influencia sobre la vida de los caballeros, granjeros y ladrones de la región. Componentes: 6 piezas de territorio.

- Colinas y Ovejas (2014): En ella se incorporan piezas de pastores de las colinas y de ovejas, cuyos rebaños darán puntos extra a los jugadores siempre y cuando tengan cuidado con los lobos que merodean por los alrededores.
- La rueda de la fortuna (2014): La peste envía a sus casas a los seguidores de cada jugador, y hay que luchar contra el hambre. Además, los jugadores obtienen puntos de adicionales cuando sus caballeros recaudan impuestos. El jugador que esté en el momento adecuado en el lugar correcto podrá dirigir su destino. Se trata de un juego independiente que se puede combinar con el juego normal y todas sus expansiones.

## Versiones
- Cazadores y recolectores (2010): Se trata de un juego nuevo, una versión prehistórica de Carcassonne, no de una expansión. Conserva el modo de juego y por lo tanto la diversión, la tensión y la amenidad del original. En esta ocasión el juego nos transporta a la misma región de Carcassonne pero a une época anterior, antes de que se construyera la gran ciudad de Carcassonne, en concreto a la Edad de Piedra. En ese momento el área está habitada por tribus que cazaban animales salvajes, recolectaban nueces y bayas, y pescaban peces en los ríos cercanos para cubrir sus necesidades básicas. De forma análoga al juego original los jugadores juegan baldosas con porciones de terreno para configurar el escenario de juego, por él serpetean ríos llenos de peces, se extienden verdes llanuras donde pastan los animales salvajes como mamuts y tigres de diente de sable, etc. Los jugadores pueblan entonces el paisaje con cazadores y recolectores, y construyen cabañas donde vivir. El juego también incluye cartas raras y muy útiles.
- Carcassonne Plus (2012): Carcassonne Plus es una edición limitada especial de Carcassonne. Esta edición incluye el juego Carcassonne básico y las expansiones: "Posadas y Catedrales", "Constructores y comerciantes" y las seis mini-expansiones de la saga: "Las máquinas voladoras", "Los despachos", "Los transbordadores", "Las minas de oro", "El mago y la bruja" y "Los ladrones". Cada una de estas mini-expansiones contiene ocho piezas de terreno, los elementos necesarios para jugar a cada una de ellas (piezas de madera, dados, etc.) y un reglamentos para cada expansión. Además, cada una mini-expansión incluye una pieza extra de terreno. Si se reúnen las seis piezas extras, forman una séptima expansión: "Círculos en los cultivos", por lo que esta séptima mini-expansión también está incluida en Carcassonne Plus. Un pack que suma el juego básico y 9 expansiones en total.
- Carcassonne Plus 2014 (2014): Carcassonne Plus 2014 es una edición limitada especial de Carcassonne (no se reeditará). Esta edición incluye el juego Carcassonne básico y las expansiones: "Posadas y Catedrales", "Constructores y comerciantes", "Colinas y Ovejas" y "La Rueda de la Fortuna", además de la mini-expansión "El Río", cada una con sus reglamentos correspondientes. Además, se incluyen piezas suficientes para un 7º y 8º jugador.
- Edición Invierno (): Carcassonne edición Invierno es una edición especial del juego básico de Carcassonne. En él, las piezas de terreno están nevadas. Por ello esta edición no es compatible con las expansiones publicadas hasta ahora. Sin embargo, Carcassonne edición invierno incluye 12 piezas de terreno nuevas.
- Carcassonne Junior (): El 14 de julio, el Día Nacional de Francia, es tradición dejar sueltas a las ovejas, gallinas y vacas. Durante todo el día, los niños de Carcassonne se divierten mucho persiguiendo e intentando atrapar a los animales antes de que anochezca. Este juego es una variante muy simplificada de Carcassonne, que ha vendido millones de ejemplares, y es tan divertida para los pequeños de la casa como para los grandes. Aquí no hay que contar puntos. El jugador que sea el primero en poner sobre el tablero todas sus figuras ganará la partida. Carcassonne Junior es la mejor manera de introducir a los más pequeños de la casa en uno de los juegos más populares editados por Devir. Es además lo suficientemente entretenido incluso para mayores por lo que puede deparar muchos momentos de diversión y risas para toda la familia reunida alrededor de la mesa. Componentes de juego: 32 figuras de madera en cuatro colores, 36 piezas de territorio tamaño grande.
- Carcassonne Mares Del Sur (): Es el primer juego de una nueva serie llamada “Around the world - Alrededor del mundo”, una nueva colección de juegos totalmente independientes y jugables por sí mismos ambientados en diferentes escenarios.
- Cartcassonne (Juego De Cartas) (2009): En Cartcassonne los jugadores juegan sus cartas colocándolas en filas. Con cada nueva carta que se añade, las filas valen más puntos. Más tarde o más temprano, los jugadores tienen que usar su seguidor para asegurarse una de estas filas. Sin embargo, el problema es decidir cuando es el mejor momento. Gracias a esto, las partidas de este juego de cartas rápido y divertido tienen siempre mucha tensión.Componentes de juego: 4 tableros de cuatro colores, 5 seguidores grandes, 5 seguidores pequeños, 5 cofres, 5 fichas de puntos 100/200, 140 cartas y un reglamento.
- Carcassonne X Aniversario (2011): La edición 10.º aniversario de Carcassonne está hecha en una caja de cartón con forma de meeple (la figura emblemática de Carcassonne). Incluye un rediseño de las reglas originales y 10 nuevas piezas de terreno que forman la expansión homenaje La fiesta. También incluye meeples especiales de plástico.
- Carcassonne (Nueva edición) (2015): Es una reedición de Carcassonne. Esta edición incluye el juego Carcassonne básico y las expansiones: "El Río" y "El Abad".
- Carcassone: Star Wars (2015): se trata de una edición especial del juego ambientado en el universo de la saga Star Wars. Esta edición tiene, además de la variante tradicional del juego, otra para cuatro jugadores.
- Carcassonne 20 Aniversario (2021): Nueva edición con las losetas originales redibujadas, que además incluye la miniexpansión "El Rio" con 17 losetas adicionales, y otra miniexpansión de 15 losetas más.
- Niebla en Carcassonne (2023): edición independiente pero compatible con el juego base, obra de su mismo autor y con arte de Marcel Gröber. Permite partidas en solitario o de hasta 5 jugadores, con una duración aproximada de 35 minutos. Esta versión del juego introduce el modo cooperativo, ya que los jugadores deberán colaborar para ganar en partidas de dificultad creciente según se avance de nivel. La caja incluye 45 meeples en dos nuevos tipos, 60 losetas y las reglas que explican cómo jugar, así como la forma de integrar esta versión con el juego original.

## Torneos

### Campeonato Mundial de Carcassonne
Los primeros torneos internacionales de Carcassonne se celebraron en Alemania entre 2003 y 2005.
El primer campeonato mundial de Carcasssonne se celebró en el año 2006 en la Fería de Essen. Desde entonces el campeonato mundial se ha celebrado allí, con la excepción de las ediciones de 2010 y 2023 que se tuvieron sede en Herne y la edición de 2020 que se canceló debido a la pandemia de COVID-19. Como resultado de la cancelación del campeonato de 2020, en la edición de 2021 se permitió a cada país enviar a dos jugadores (excepto Rumanía, que participó con tres jugadores incluyendo al campeón mundial de 2019 Marian Curcan). Ese mismo año debutó Cataluña en la competición de manera totalmente independiente a España.
| Año  | Campeón                 | 2º                      | 3º                 | 4.º                 | Participantes |
| ---- | ----------------------- | ----------------------- | ------------------ | ------------------- | ------------- |
| 2006 | Ralph Querfurth         | Michael Wischounig      | David Korejtko     | David Erdos         | 16            |
| 2007 | Sebastian Trunz         | Chen Wei-Chi            | Janne Jaula        | Henrik Fürstenberg  | 20            |
| 2008 | Ralph Querfurth         | Martin Mojžiš           | Sebastian Trunz    | Stefan Leopoldseder | 20            |
| 2009 | Ralph Querfurth         | Daniel Geromboux        | Matej Tabak        | Petri Savola        | 20            |
| 2010 | Ralph Querfurth         | Martin Mojžiš           | Matej Tabak        | Randy Dreger        | 22            |
| 2011 | Els Bulten              | Shinnosuke Komukai      | Robert Mützner     | Martin Mojžiš       | 24            |
| 2012 | Martin Mojžiš           | Stefan Leopoldseder     | Matej Tabak        | Els Bulten          | 26            |
| 2013 | Pantelis Litsardopoulos | Martin Mojžiš           | Aleksejs Peguševs  | Maciej Śmieszek     | 36            |
| 2014 | Takafumi Mochizuki      | Pantelis Litsardopoulos | Matej Tabak        | Ricardo Gomes       | 34            |
| 2015 | Pantelis Litsardopoulos | Takafumi Mochizuki      | Els Bulten         | Humberto Fukuda     | 32            |
| 2016 | Vladimir Kovalev        | Pantelis Litsardopoulos | Wannes Vansina     | Matej Tabak         | 36            |
| 2017 | Tomasz Preuss           | Pantelis Litsardopoulos | Davide Sandrin     | Matej Tabak         | 38            |
| 2018 | Genro Fujimoto          | Marian Curcan           | Kolja Stratmann    | Tomasz Preuss       | 34            |
| 2019 | Marian Curcan           | Ying Chien Chien        | Timofei Gretsenko  | Paolo Ballabeni     | 36            |
| 2021 | Maciej Polak            | Melvin Quaresma         | Tomasz Preuss      | Nuno Torres         | 42            |
| 2022 | Gere Arpad              | Min-Wie Chen            | Martin Mojžiš      | Hogne Jorgensen     | 34            |
| 2023 | Matt Tucker             | Aleksejs Peguševs       | Patrick Bekkenutte | Xiangyu Qin         | 42            |
| 2024 | Daniel Angelats         | József Tihon            | Bogdan Curcan      | Ning Ding           | 46            |

### World Team Carcassonne Online Championship
Como resultado de la cancelación del campeonato de 2020, la comunidad catalana decidió crear un campeonato mundial en línea por equipos, que se jugaría a lo largo de varias semanas a través de la plataforma Board Game Arena. El equipo japonés ganó la primera edición. La segunda edición se jugó en 2021 y durante está edición Hans Im Gluck hizo oficial el campeonato como mundial por equipos.
| Año  | Campeón | 2.º     | 3.º      | 4.º         | Equipos participantes |
| ---- | ------- | ------- | -------- | ----------- | --------------------- |
| 2020 | Japón   | Rusía   | Alemania | Rumania     | 21                    |
| 2021 | Japón   | Rusía   | Rumania  | Cataluña    | 29                    |
| 2022 | Japón   | China   | RCP      | Portugal    | 25                    |
| 2023 | China   | RCP     | Letonia  | España      | 32                    |
| 2024 | Japón   | Francia | Hungría  | Reino Unido | 36                    |

### Campeonatos Nacionales

#### España
| Año  | Campeón                 | Subcampeón          |
| ---- | ----------------------- | ------------------- |
| 2005 |                         |                     |
| 2006 |                         |                     |
| 2007 |                         |                     |
| 2008 | Joel Segarra            | Mireia Viñas        |
| 2009 | José Vicente Viguer     |                     |
| 2010 | José Vicente Viguer     | Martín Gimeno       |
| 2011 | José Vicente Viguer     |                     |
| 2012 | David Mauri             | Ramón Pérez         |
| 2013 | Daniel García Ruiz      | Diego Hurtado Alba  |
| 2014 | Carolina García Ruiz    | Alejandro Torres    |
| 2015 | Óscar Miras             | Rocío Muñoz Piñedo  |
| 2016 | Diego Cotelo            |                     |
| 2017 | Pere Vives              | Iñigo Beltrán       |
| 2018 | Lorenzo Miguel Soler    | Daniel García Ruiz  |
| 2019 | Jaime Gómez García      | Miquel Jornet       |
| 2021 | Óscar Agudo             | Víctor Tostado Haro |
| 2022 | Óscar Agudo             | Carlos Aguado       |
| 2023 | Rafael Castillo Fuentes | David Presmanes     |

## Asociaciones y comunidades
Carcassonne no es un juego federado, pero cuenta con asociaciones y comunidades de jugadores aficionados en todo el mundo, siendo su finalidad la de dar a conocer el juego y organizar actividades de difusión, así como torneos a nivel competitivo. Algunas de estas asociaciones apoyan, además, a las editoriales del juego en la organización de competiciones nacionales de Carcassonne en sus respectivos países.
Algunas de las comunidades y asociaciones de Carcassonne más importantes actualmente son:
- Carcassonne Brasil: una de las comunidades con mayor peso dentro de la escena de Carcassonne, muy centrada en la difusión del juego entre los más jóvenes. Carcassonne Brasil es responsable de diseñar y poner en práctica multitud de actividades y competiciones alrededor del ámbito escolar, y cuenta con algunos de los jugadores más potentes del panorama actual.
- Carcassonne.cat: la asociación catalana de Carcassonne, pionera del asociacionismo de este juego, fue creada en 2017 y es una de las más proactivas del panorama internacional, tanto por el desarrollo de actividades presenciales como por la planificación y organización de los campeonatos europeo y mundial de selecciones desde 2020. También ha sido pionera en la creación de nuevas maneras de jugar a Carcassonne, creando campeonatos presenciales de parejas y campeonatos "relámpago" de 5 minutos por partida.Otro aspecto a destacar es que han creado 2 programas informáticos de uso libre para crear campeonatos, así como una guía estratégica avanzada que ha sido traducida a múltiples idiomas.
- Carcassonne Japón: una de las comunidades más activas a nivel internacional, con un especial enfoque en la generación de una potente cantera de jugadores y gran enfoque estratégico. Se encarga de gestionar a la selección japonesa, renovándose constantemente con jugadores jóvenes de enorme calidad que han logrado ganar el campeonato mundial en las ediciones de 2020, 2021 y 2022.
- Carcassonne Spain: la asociación española de Carcassonne fue fundada en 2022, aunque sus inicios como comunidad se remontan a 2019. Entre sus objetivos están el de extender la práctica del juego a todos los niveles, organizando actividades y torneos tanto presenciales como en línea. Además, es la encargada de gestionar la selección española de Carcassonne, cuyos jugadores se eligen entre los mejores de diversas competiciones, y cuenta entre sus filas con el bicampeón de España de 2021 y 2022.
- Carcassonne Bélgica.
- Carcassonne EE.UU.
- Carcassonne Francia.
- Carcassonne Hong Kong.
- Carcassonne México.

## Enlaces
- Wikimedia Commons alberga una galería multimedia sobre Carcassonne.
- Devir Archivado el 24 de julio de 2013 en Wayback Machine. Página de la empresa editora en castellano y las instrucciones.

- Datos: Q17262
- Multimedia: Carcassonne (game) / Q17262